# Волшебное озеро
«Волше́бное о́зеро» — советский стереоскопический кукольный мультипликационный фильм Ивана Иванова-Вано и Иосифа Боярского 1979 года на основе русских народных сказок и симфонических поэм Анатолия Лядова «Баба-яга», «Кикимора» и «Волшебное озеро». Посвящён мастерам искусства росписи платка.
Восстановлен в НИКФИ с негатива-оригинала из собрания Госфильмофонда России в 2012 году.
Премьера восстановленного стереоскопического варианта в цифровом формате DCP состоялась в январе 2013 года на кинофестивале архивного кино «Белые столбы-2013».

## Сюжет
Давным-давно в одном селе жила девушка Марья, она искусно расписывала платки и шали. В том же селе жил молодой охотник Данило. Марья и Данило полюбили друг друга и решили сыграть свадьбу. Но однажды Баба-яга увидела Марьино рукоделие и решила забрать её себе. Баба-яга похитила Марью и унесла её в дремучий лес к самому волшебному озеру. Данило решился найти Марью. Он шёл по лесным тропинкам и забрёл в дремучий лес. Об этом узнала Баба-яга и всякими способами решила избавляться от молодого охотника, но ничего не выходило. Тогда Баба-яга призвала Чепыгу и приказала ей и её лешакам завести Данилу к топкому болоту. Там лесовики начали расправу над Данилой. Молодой охотник взял лук и стрелу. Нацелился и промахнулся. Взял вторую стрелу и попал прямо в ступу Бабы-яги. Ступа раскололась и Баба-яга утонула в трясине вместе с лешаками. Данило нашёл Марью.

## Съёмочная группа
- Сценарий — Иван Иванов-Вано
- Режиссеры — Иван Иванов-Вано, Иосиф Боярский
- Операторы — Сергей Хлебников, Сергей Рожков
- Художники-постановщики — Иван Иванов-Вано, Тамара Полетика
- Ассистент художника — Елена Гаврилко
- Звукооператор — Борис Фильчиков
- Монтажёр — Надежда Трещёва
- Редактор — Раиса Фричинская
- Художники-мультипликаторы — Наталья Дабижа, Лидия Маятникова
- Куклы и декорации изготовили — В. Аббакумов, В. Алисов, Н. Андреева, Александр Горбачёв, Павел Гусев, Н. Коренева, Олег Масаинов, Г. Филлипова, М. Чеснокова, Семён Этлис
- Текст читает — Дмитрий Журавлев
- Директор картины — Натан Битман